# Großkagen
Großkagen (auch Niederkagen) ist ein Ortsteil der sächsischen Gemeinde Käbschütztal im Landkreis Meißen.

## Geographie
Großkagen liegt nordwestlich der Kreisstadt Meißen nahe der Kreisstraße 8070 Richtung Meißen/Lommatzsch. Großkagen ist einer der nördlichsten Ortsteile Käbschütztals. Südlich des Ortes verläuft der Kleine Ketzerbach, der im Westen der Gemarkung in die Käbschütz mündet. Eine weitere Straße auf dem Ortsgebiet führt nach Kleinkagen und Nimtitz. 
Nachbarorte Großkagens sind im Norden Daubnitz, Wachtnitz und Priesa, im Osten Pröda, im Süden Kleinkagen und Käbschütz und im Südwesten Mettelwitz. Im Nordwesten schließt sich die Gemarkung Zöthain an. Daubnitz, Wachtnitz und Zöthain sind Ortsteile der Stadt Lommatzsch, Mettelwitz gehört zu Leuben-Schleinitz. Die anderen umliegenden Orte sind Teil der Gemeinde Käbschütztal.

## Geschichte
Das Sackgassendorf wurde 1205 erstmals als in utroque Kagan in der Gründungsurkunde des Klosters St. Afra erwähnt. Im Jahr 1378 gehörte der Ort zum Castrum Meißen in der Markgrafschaft Meißen. Die Grundherrschaft übte das Domkapitel Meißen aus. Ab Mitte des 16. Jahrhunderts wird eine Zugehörigkeit Großkagens zum Amt Meißen angegeben. Ab 1875 war der Ort zur Amtshauptmannschaft Meißen im Königreich Sachsen und später in der Weimarer Republik gehörig.
Die Ortsgemarkung hatte 1900 eine Größe von 202 Hektar. Großkagen war ins Kloster St. Afra in Meißen gepfarrt und gehört heute zur dortigen Kirchgemeinde. In Großkagen wurde nach dem Ersten Weltkrieg ein Kriegerdenkmal an die Gefallenen errichtet, das heute in der Kulturdenkmalliste für Käbschütztal aufgeführt ist. Aus den selbstständigen Gemeinden Großkagen, Kleinkagen, Mohlis, Nimtitz, Priesa, Pröda und Tronitz wurde am 1. November 1935 die neue Gemeinde Kagen gebildet, die nach Ende des Zweiten Weltkriegs Teil der Sowjetischen Besatzungszone und später der DDR wurde. Nachdem die Amtshauptmannschaften 1939 in Landkreise umbenannt worden waren, folgte in der Kreisreform 1952 eine Neugliederung des Landes. Kagen und seine Ortsteile wurden dem Kreis Meißen im Bezirk Dresden zugeschlagen. Es folgten ab dem 1. Januar 1969 zwei Neugliederungen im Tal der Käbschütz. Zuerst schloss sich Kagen mit der Gemeinde Jahna und ihren Ortsteilen zu Jahna-Kagen zusammen. Diese Gemeinde vereinigte sich am 1. März 1974 mit Löthain zu Jahna-Löthain.
Nach Wende und Wiedervereinigung wurde Großkagen Teil des neugegründeten Freistaates Sachsen und blieb im Landkreis Meißen. Zur Kreisreform 1994 wurde der Landkreis Meißen-Radebeul (ab 1996 Landkreis Meißen) aus dem alten Gebiet des Kreises Meißen und Teilen des Kreises Dresden-Land gebildet, dem Großkagen bis 2008 angehörte. Ebenfalls 1994 vereinigten sich Jahna-Löthain, Krögis und Planitz-Deila zur neuen Großgemeinde Käbschütztal mit 37 Ortsteilen. Diese Gemeinde ist seit dem 1. August 2008 Teil des in der Kreisreform Sachsen 2008 aus Landkreis Meißen und Landkreis Riesa-Großenhain gebildeten dritten Landkreises Meißen.

### Entwicklung der Einwohnerzahl
| Jahr | Einwohnerzahl                  |
| ---- | ------------------------------ |
| 1551 | 1 besessener Mann, 12 Inwohner |
| 1764 | 7 besessene Mann, 1 Häusler    |
| 1834 | 99                             |
| 1871 | 102                            |
| 1890 | 138                            |
| 1910 | 117                            |
| 1925 | 113                            |